# 中村省司
中村 省司（なかむら しょうじ、1945年3月5日 - ）は、日本の政治家。

## 略歴
神奈川県横須賀市で警察官の子として生まれる。私立清泉小学校、私立日本大学横浜中学校、神奈川県立秦野高等学校を経て、早稲田大学商学部を卒業。1969年、東洋経済新報社入社。1973年、鎌倉市議会議員に当選。1979年には新自由クラブから神奈川県議会議員に当選する。以後、県監査委員、県自然環境保全審議会会長、予算委員会委員長、議会運営委員会委員長等を歴任し、2006年、県議会議長に就任（新自由クラブ解散後の県議選は、1987年は進歩党で再選するも、1991年は無所属で落選。1993年の鎌倉市長選挙落選（新党さきがけ推薦）を経て、新進党で1995年県議選に当選し、1999年以来自由民主党に所属。2019年の選挙には立候補せず、引退。